# Phare d'Alpena

Le phare d'Alpena (en anglais : Alpena Light), est un phare de la rive ouest du lac Huron, situé sur le brise-lames nord du port d'Alpena dans le Comté d'Alpena, Michigan. Il marque l'entrée de la Thunder Bay River (en).
Ce phare est inscrit au Registre national des lieux historiques depuis le 29 mars 2006 sous le n° 06000197  .

## Historique
Le phare actuel, construit en 1914, a remplacé les structures en bois antérieures qui étaient en usage depuis 1877 et 1888. La lumière actuelle est une structure protégée contre les intempéries sur un cadre en acier. Il serait le seul de ce type en usage aux États-Unis. Peint à l origine en noir, sa fonction de marque de jour a été renforcée en 1950 en le peignant en rouge vif.
La lentille actuelle a été installée vers 1996. La lentille de Fresnel d'origine de quatrième ordre est actuellement située au phare de Grand Traverse. En 1891, il y avait une cloche de brouillard qui a été électrifié en 1920 et remplacée par une corne de brume automatique en 1974, toujours en fonction.

## Description
Le phare  est une tour métallique à claire-voie, avec galerie et lanterne octogonale de 10 m de haut. La tour est totalement peinte en rouge.
Il émet, à une hauteur focale de 13 m, un flash rouge par période de 5 secondes. Sa portée est de 12 milles nautiques (environ 22 km). Il est équipé d'une corne de brume émettant un souffle de deux secondes par période de 15 secondes du 1er mai au 1er octobre.
Identifiant : ARLHS : USA-007 ; USCG :  7-11370 .

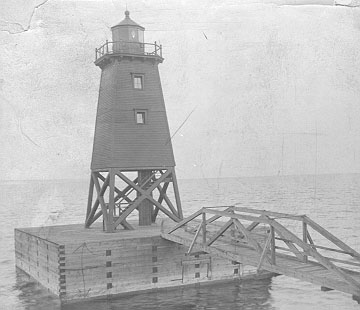
Le phare de 1877
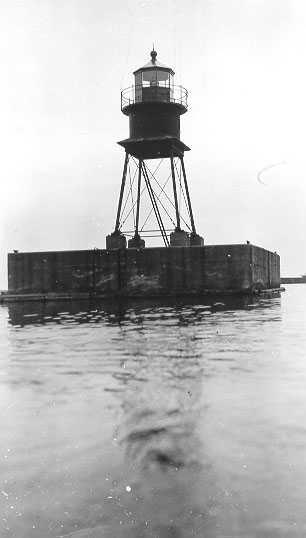
Le phare de 1914
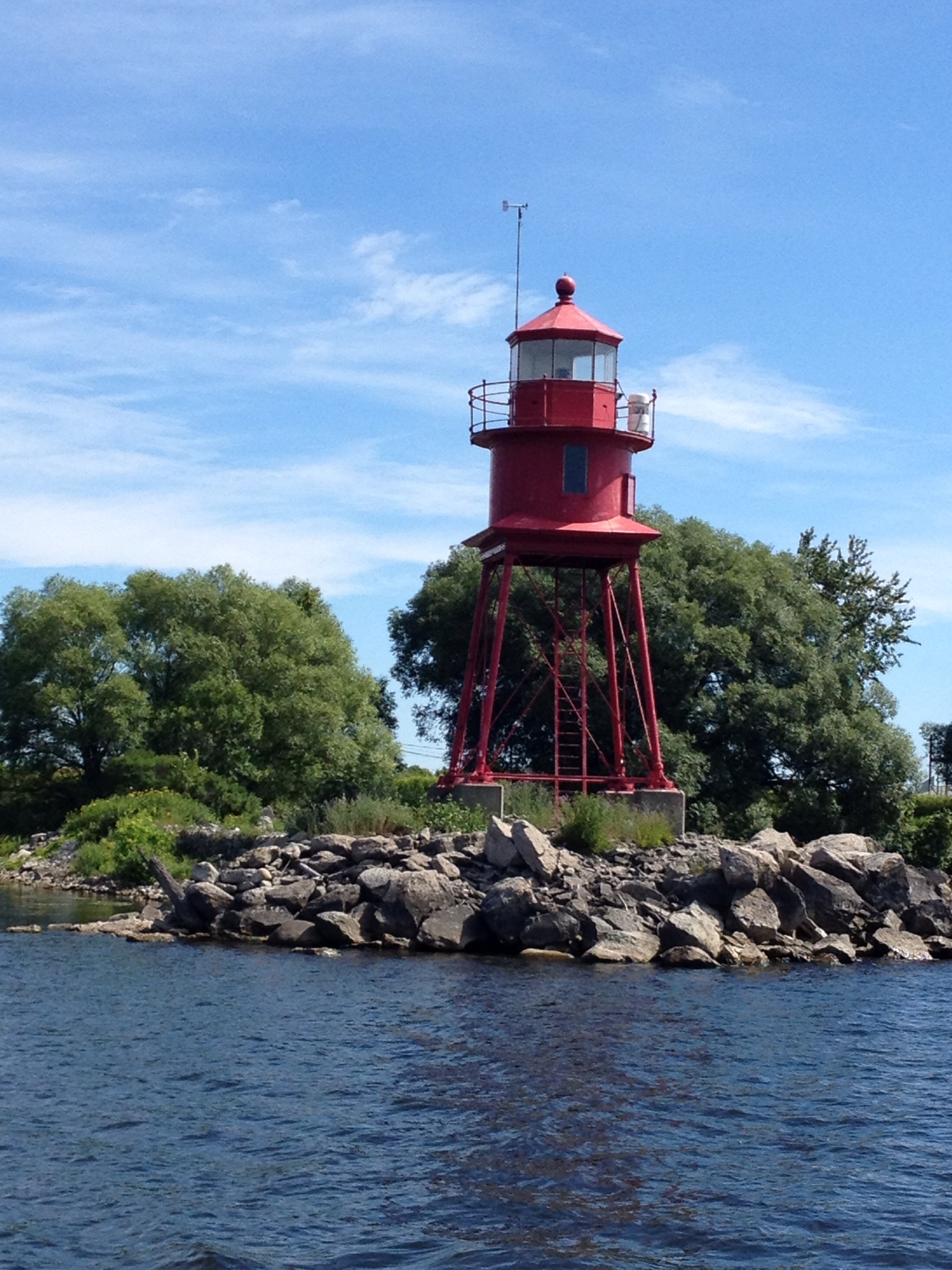
Le phare actuellement

### Lien connexe
- Liste des phares au Michigan